# Führerhauptquartier Adlerhorst
Das Führerhauptquartier Adlerhorst war ein Bunkerkomplex, der zwischen September 1939 und August 1940 in Langenhain-Ziegenberg, der späteren Siedlung Wiesental und Kransberg für Adolf Hitler und seinen militärischen Stab entstand. Der Bau erfolgte nach den Plänen des Architekten Albert Speer. Die Errichtung des Führerhauptquartiers (FHQ) wurde durch den Baustab Speer sowie durch die Organisation Todt realisiert. Neben Schloss Ziegenberg und diversen Bunkern und Gebäuden in unmittelbarer Nähe gehörten Schloss Kransberg und sieben getarnte und unterbunkerte Bauten in Wiesental ebenfalls zum FHQ Adlerhorst. Nach Speers Vorstellungen sollte hier in den hügeligen Wäldern des Taunus eine Anlage in unscheinbarer Lage entstehen, die selbst aus der Luft nicht auffiel.

## Bau

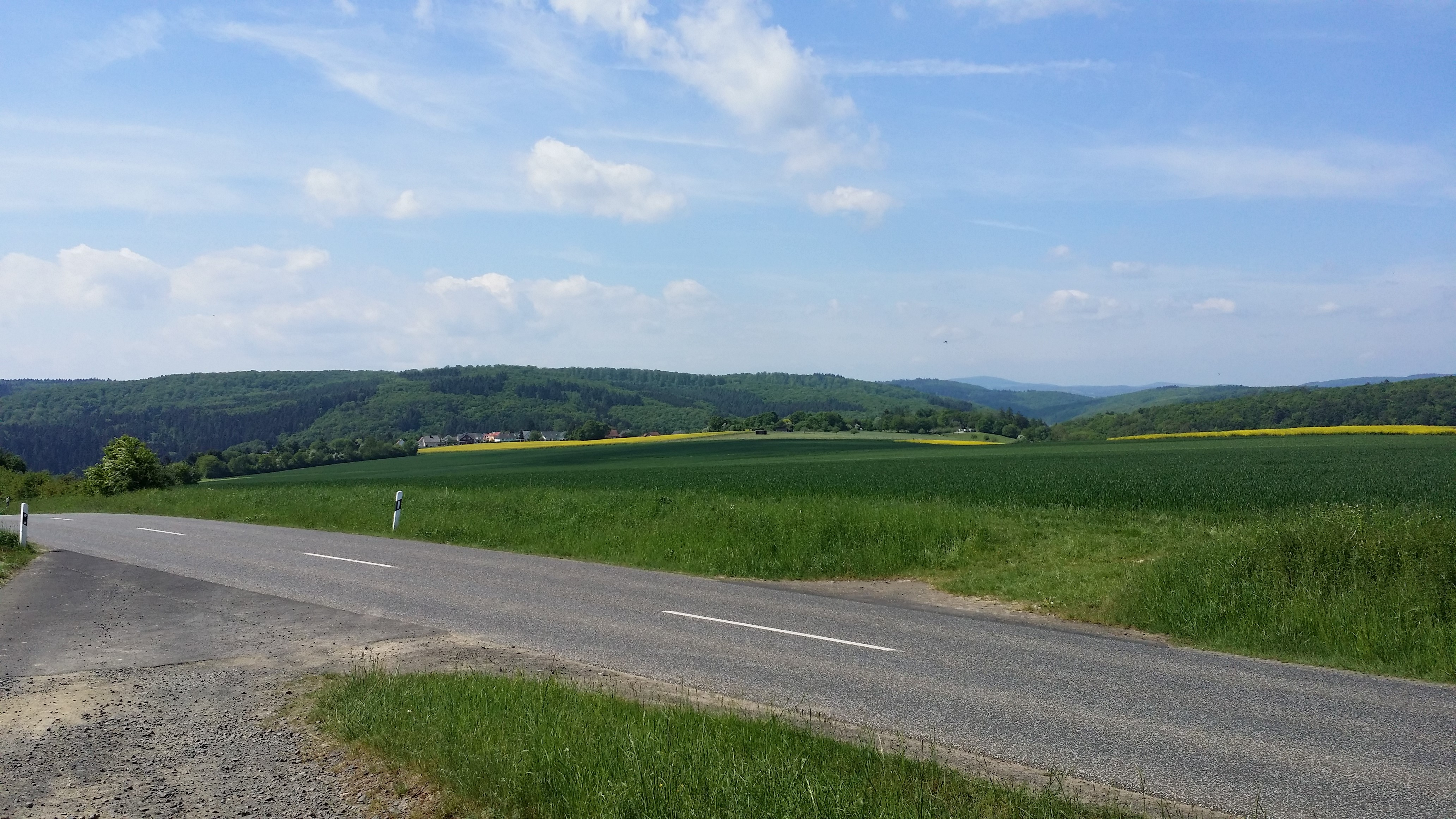
Das Führerhauptquartier Adlerhorst lag im Schutz bewaldeter Berge des Taunus. Blick über Langenhain-Ziegenberg

Mehrere Tausend Mitarbeiter der Firmen Hochtief und Philipp Holzmann AG sowie der Neuen Baugesellschaft Wayss & Freytag AG waren am Bau beteiligt. Ihre Unterbringung erfolgte in errichteten Lagern, von denen sich eines am Nordrand des Kirchwaldes, westlich der Brücke über die Usa gegenüber vom Schloss Ziegenberg befand. Im Gelände finden sich heutzutage noch Spuren dieses Lagers.

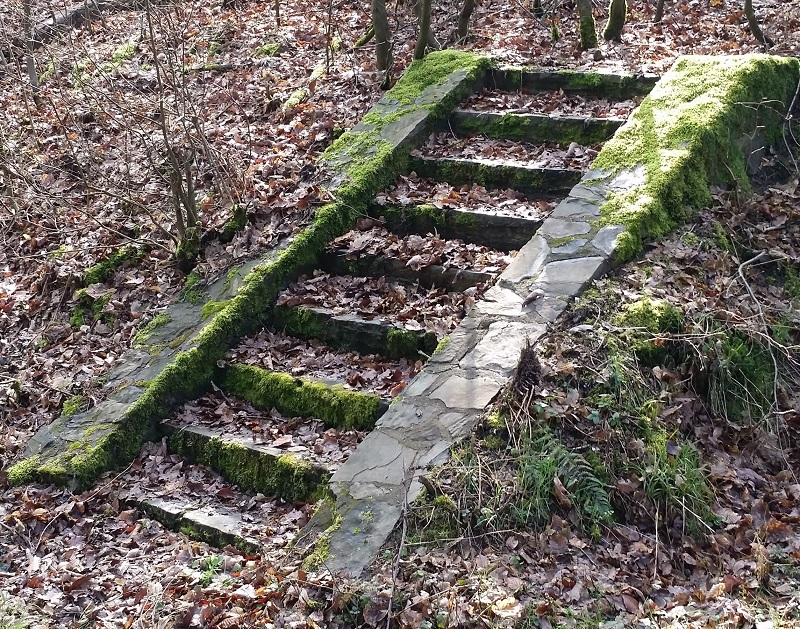
Erhalten gebliebene Treppe des ehemaligen Waldlagers in Langenhain-Ziegenberg

Hitler bekam Ende 1939 erste Fotos der Anlage zu Gesicht und äußerte sich ablehnend gegenüber seinem vorgesehenen Quartier im Schloss Ziegenberg. Die Unterbringung in einem Schloss empfand er in einer Kriegssituation als unangemessen. Daraufhin wurden im späteren Wiesental sieben Gebäude als Erweiterungsbauten des Führerhauptquartiers errichtet. Als sich die Bauarbeiten an der nachrichtentechnischen Ausstattung der Anlage im Frühjahr 1940 jedoch verzögerten, wurde eine Flakstellung der Luftverteidigungszone West in Rodert in der Eifel zum Führerhauptquartier Felsennest ausgebaut und für den beginnenden Westfeldzug von Hitler genutzt.

## Nutzung
Nachdem die Bauten des FHQ Adlerhorst einige Zeit leer gestanden hatten, wurde in ihnen ab Juli 1941 ein Heeresgenesungsheim im Zuständigkeitsbereich der Sanitätsabteilung Gießen eingerichtet. Im Sommer 1944 wurde das Genesungsheim geschlossen. Ab Oktober 1944 diente das Schloss Ziegenberg dem Oberbefehlshaber West, Generalfeldmarschall von Rundstedt, als Hauptquartier.
Erst im Rahmen der Ardennenoffensive, der vorletzten deutschen Offensive an der Westfront im Zweiten Weltkrieg, bezogen Hitler und sein Anhang das FHQ Adlerhorst, um die Angriffe gegen die alliierten Verbände im Westen zu leiten. Hitler traf am 11. Dezember 1944 in seinem Quartier in Wiesental ein. Nach zehnstündiger Fahrt in seinem Sonderzug stieg er in der Nähe von Kloster Arnsburg in ein Auto um und erreichte nach einer etwa 25 Kilometer langen Fahrt über Hof Güll, Eberstadt, Münzenberg, Griedel, Butzbach, Hoch-Weisel und Fauerbach v. d. H. schließlich das Führerhauptquartier Adlerhorst. Der Führersonderzug wurde im Tunnel zwischen Grävenwiesbach und Hasselborn untergestellt.
Am 30. Dezember 1944 wurde Hitlers Rundfunkansprache zum Jahresende im FHQ Adlerhorst aufgenommen. Wenige Tage nachdem die deutsche Offensive im Westen zusammengebrochen war und man sich zudem eingestehen musste, dass der Roten Armee ein strategischer Durchbruch gelungen war, fuhr Hitler am 15. Januar 1945 gegen 18:00 Uhr zurück nach Berlin.
Das für Hitler in Wiesental errichtete Gebäude bot einen Ruheraum, einen 24 m2 großen Arbeitsraum, ein Bad und eine Garderobe. Weitere Räume waren für Diener und Adjutanten vorgesehen. Des Weiteren existierten ein 38,5 m2 großer Kartenraum und ein Aufenthaltsraum, der wohl den ständigen persönlichen Wachen Hitlers diente. In sechs Metern Tiefe befand sich ein Luftschutzbunker.
Die weiteren sechs Gebäude in Wiesental dienten als Kasino, Pressehaus, Generalshaus, Reichsleiterhaus, OKW-Haus und Wachhaus. Über den Wegen zwischen den Gebäuden verliefen Tarnnetze.
Der australische Schriftsteller Osmar White gibt in seinem Kriegsbericht Conqueror’s Road (deutsch: Die Straße des Siegers) eine Beschreibung der Anlage, so wie sie von den amerikanischen Truppen 1945 vorgefunden wurde. White, der sich einige Tage dort aufhielt, beschreibt neben oberirdischen, teilweise getarnten Bauten, eine sehr ausgedehnte unterirdische Bunkeranlage mit Raum für ca. 3000 Personen, „eine ziemlich große Stadt, unter einen Bergrücken gebohrt und gesprengt.“ White zufolge sollen auch Insassen von Konzentrationslagern am Bau mitgewirkt haben.

## Nachkriegszeit
Das Schloss Ziegenberg wurde am 19. März 1945 bei einem Luftangriff in Brand gesetzt. Es blieb noch lange nach dem Kriegsende als Ruine stehen. Heute befinden sich in dem Schloss Eigentumswohnungen.
Noch heute gut zu erkennen ist das Tarnungskonzept an einem ehemaligen Luftschutzbunker in Langenhain-Ziegenberg. Die als Tarnung dienende Schiefersteinverkleidung wurde während des Luftangriffes durch eine Bombenexplosion beschädigt. Hierbei wurde die sich darunter befindende und völlig intakt gebliebene Betonwand des Bunkers freigelegt.

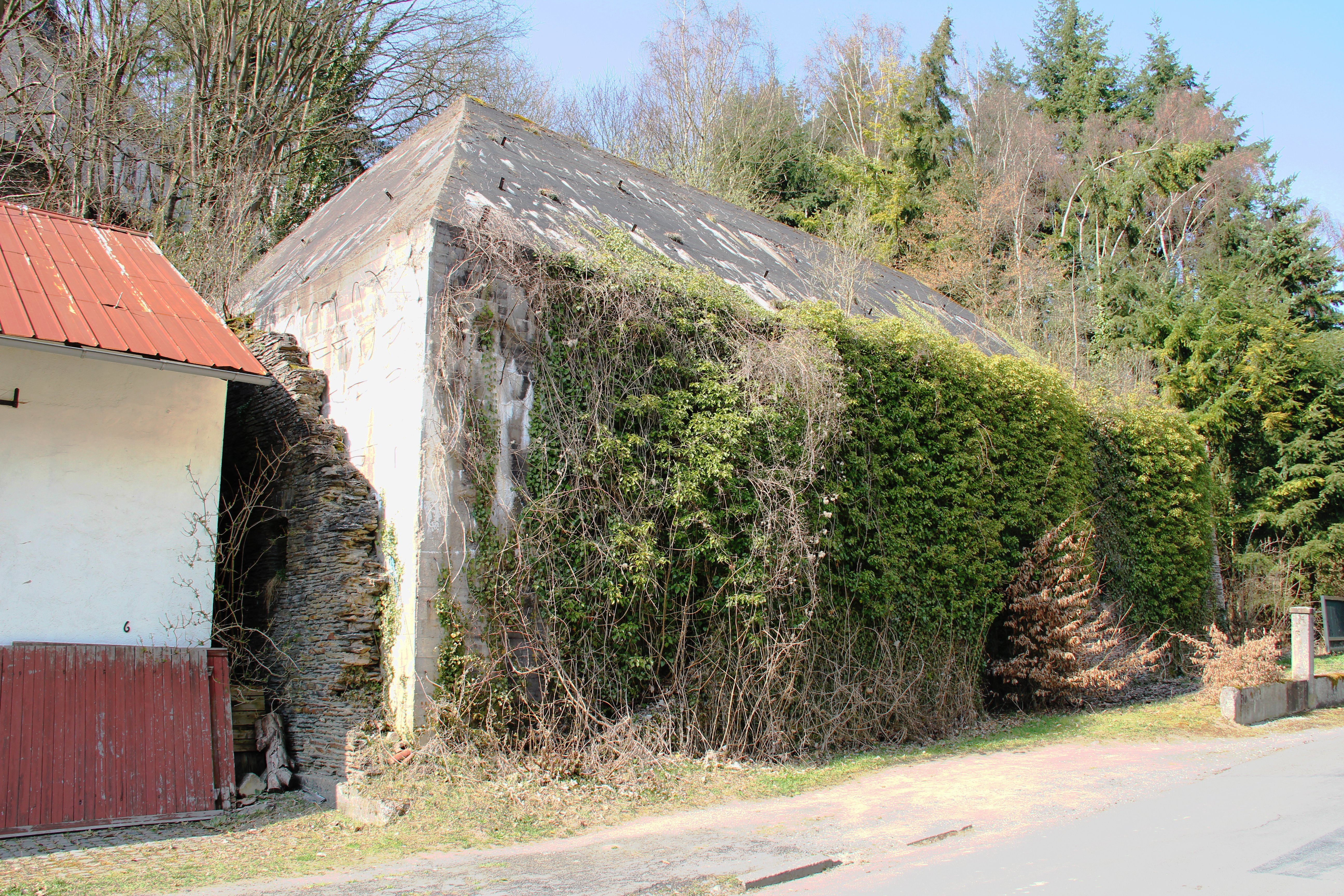
Luftschutzbunker in der Schlossstraße von Langenhain-Ziegenberg.

Teile der als Landhäuser getarnten Bunkeranlagen in unmittelbarer Nähe des Schlosses Ziegenberg wurden von den Luftangriffen und Sprengungen verschont. Seit dem Abzug der Bundeswehr, welche die Bauten genutzt und dort ein Munitionsdepot errichtet hatte, stehen die Bunkeranlagen leer. Die zum Führerhauptquartier Adlerhorst gehörende Fahrzeughalle an der Usinger Straße in Langenhain-Ziegenberg wurde saniert und dient der Bechtle AG als Niederlassung.
Umliegend im Gelände befinden sich diverse zugehörige Bunkeranlagen, wie beispielsweise ein Sendebunker beim römischen Kleinkastell „Am Eichkopf“.
Die unterbunkerten Gebäude in Wiesental wurden bei der Räumung durch deutsche Soldaten weitgehend niedergebrannt und in der ersten Hälfte des Jahres 1946 gesprengt. Anschließend wurden Trümmerverwertungssteine und Stahlteile der gesprengten Bunker beim Bau von Häusern oder Gartenmauern verwendet. Mindestens eines der in Wiesental noch existierenden Gebäude besitzt als Fundament die Überreste eines ehemaligen Bunkers des FHQ Adlerhorst. An der einstigen Stelle von Hitlers Gebäude befindet sich heute ein Wohnhaus.
Die Bergflanke nordwestlich des Schlosses ist heute ein Sperrgebiet.

## Bilder

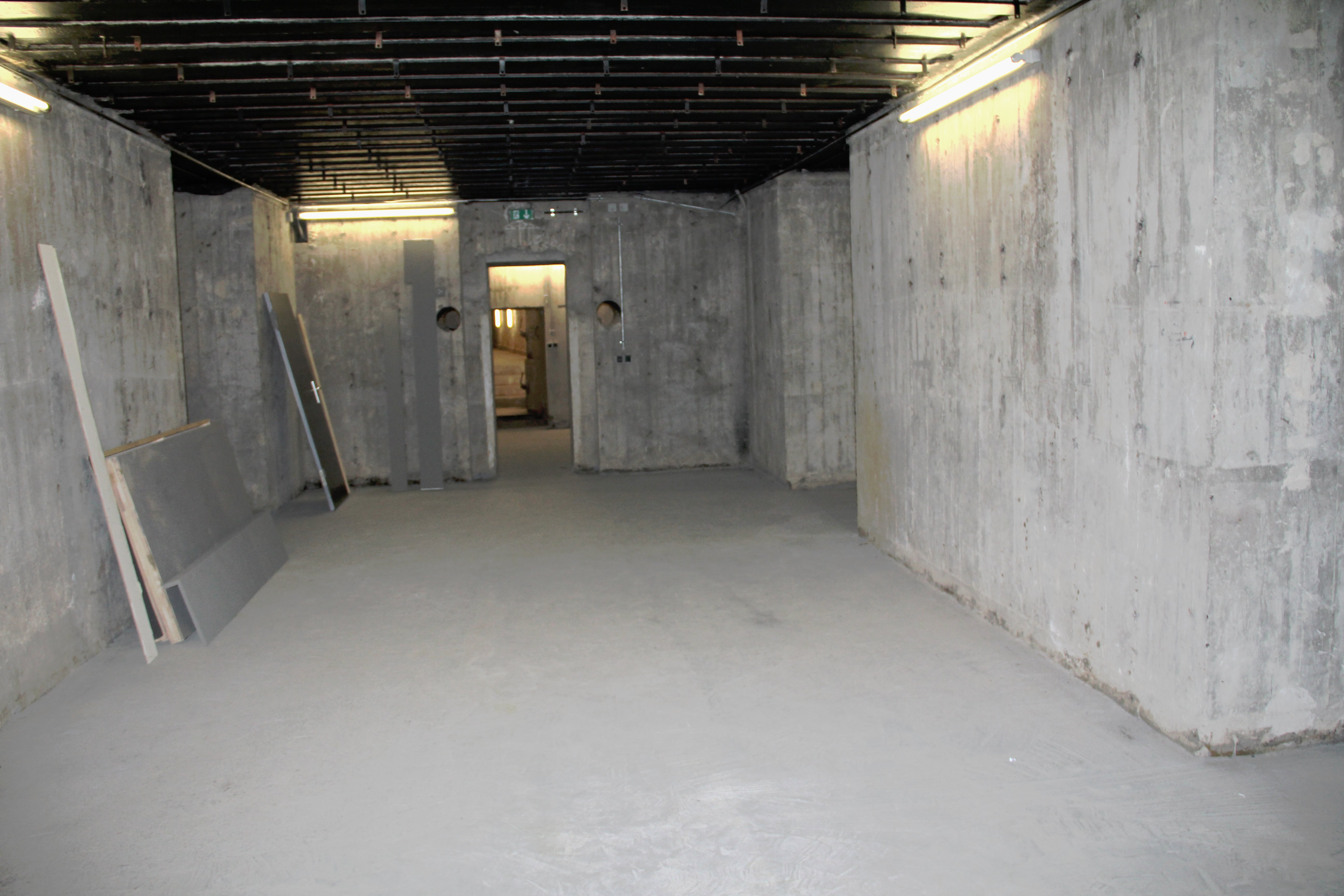
Blick in den Bunker unter der Burg Kransberg, Teil des FHQ Adlerhorst
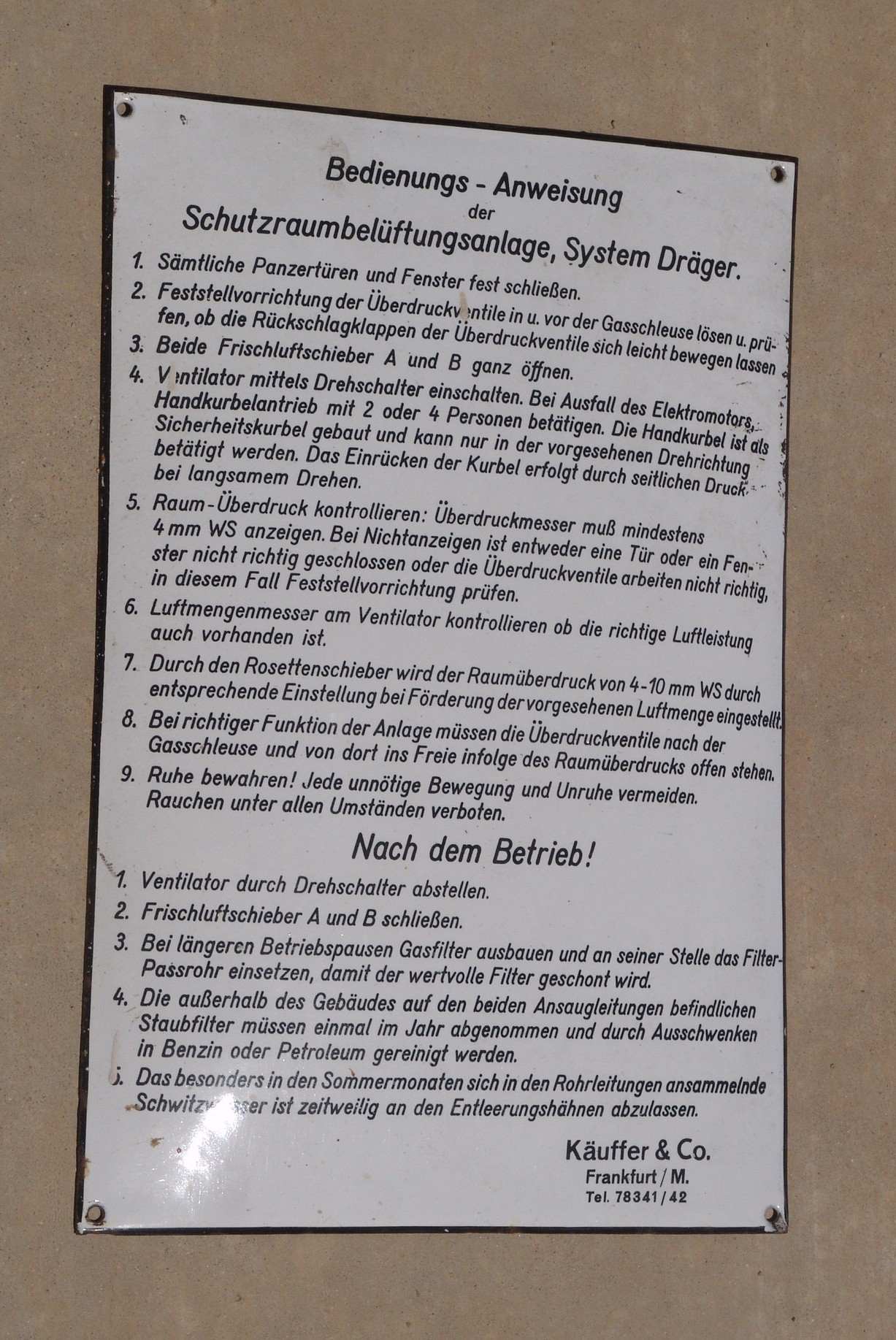
Noch erhaltene Zeichen im Bunker Adlerhorst
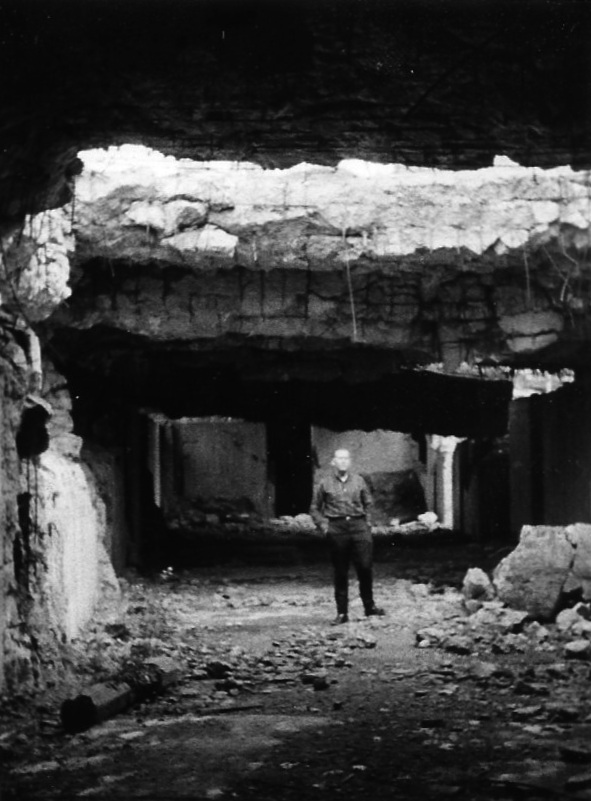
Adlerhorst Bunker (1961)
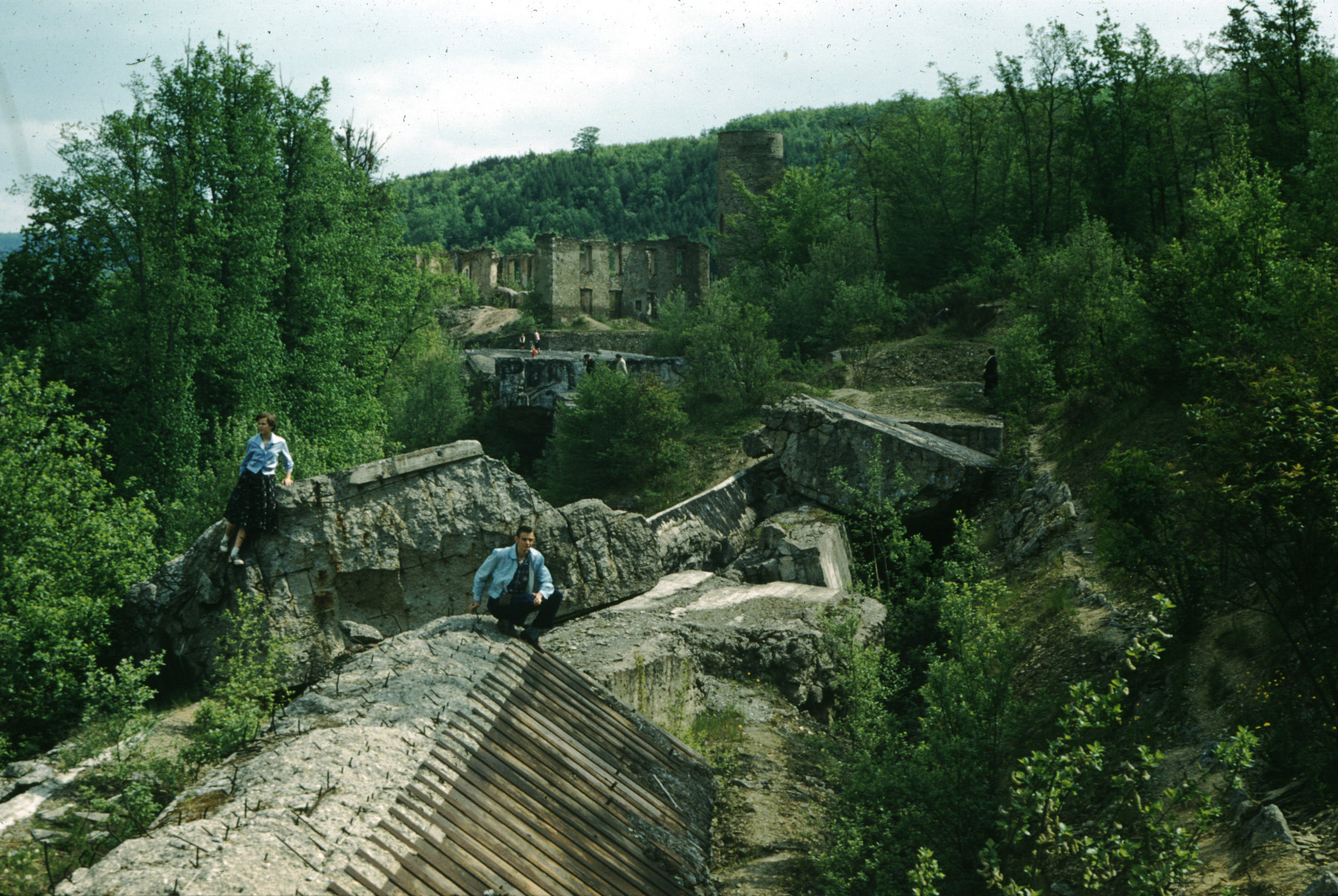
Adlerhorst und Ziegenberg (1956)
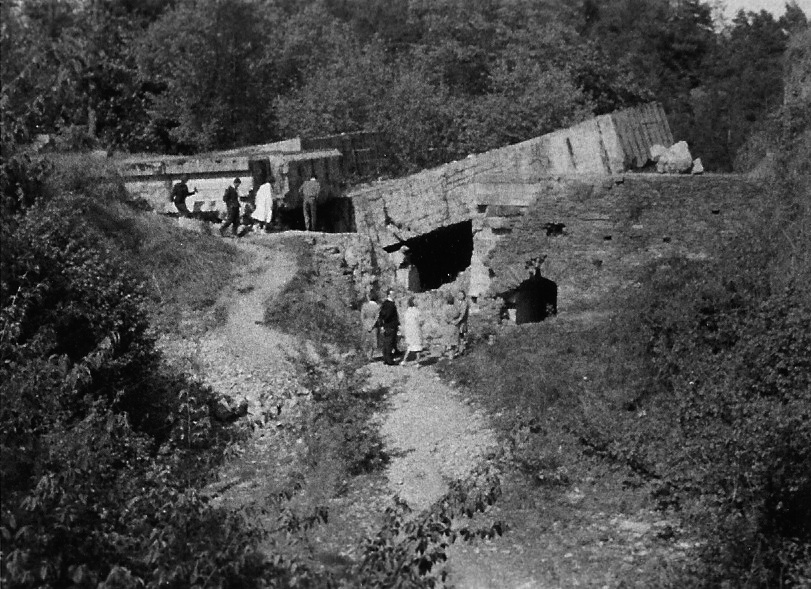
Bunker Adlerhorst im Jahre 1956